# Rosochacz (rejon skolski)
Rosochacz (ukr. Росохач) – wieś na Ukrainie w rejonie stryjskim (do 2020 roku w rejonie skolskim) obwodu lwowskiego.